# Ted Cassidy

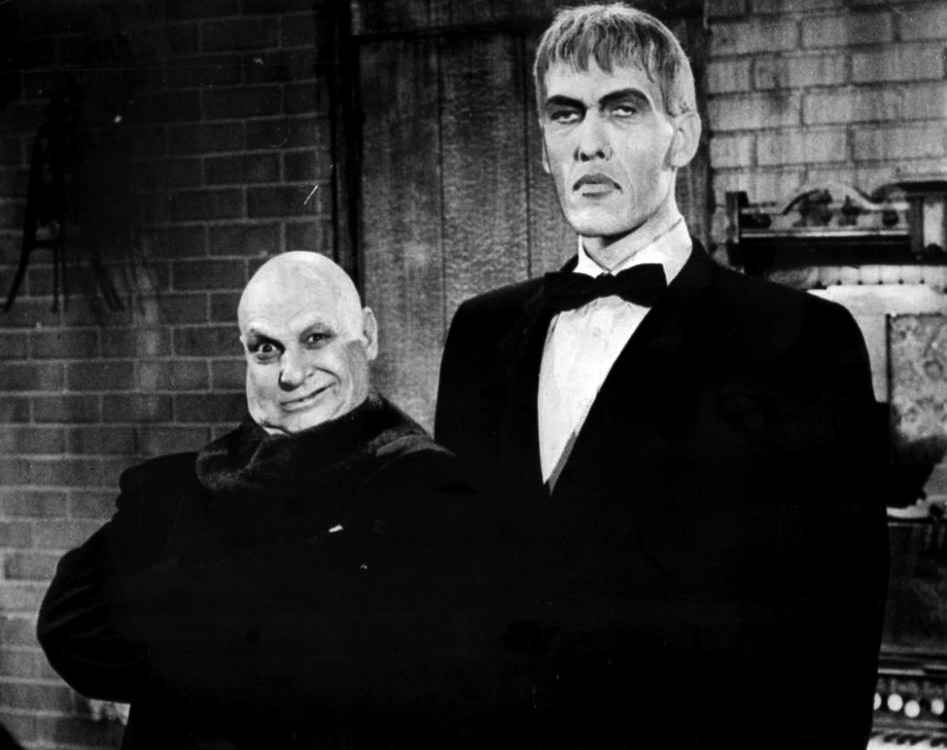
Ted Cassidy till höger som Lurch i Familjen Addams.

Theodore Crawford "Ted" Cassidy, född 31 juli 1932 i Pittsburgh, Pennsylvania, död 16 januari 1979 i Los Angeles, Kalifornien, var en amerikansk skådespelare.
Cassidy, som var 2,10 meter lång och hade en tordönsstämma, fick sitt stora genombrott som butlern Lurch i den populära TV-serien Familjen Addams, där han brukade ta en tupplur i en likkista.
Han medverkade sedan bland annat i TV-serierna The New Adventures of Huck Finn (1968), Banacek (1973) och filmerna Mackenna's guld (1969) och Butch Cassidy och Sundance Kid (1969). Han gjorde berättarrösten till öppningssekvensen i TV-serien Hulken och även Hulkens röst.